# أربعاء الفصح

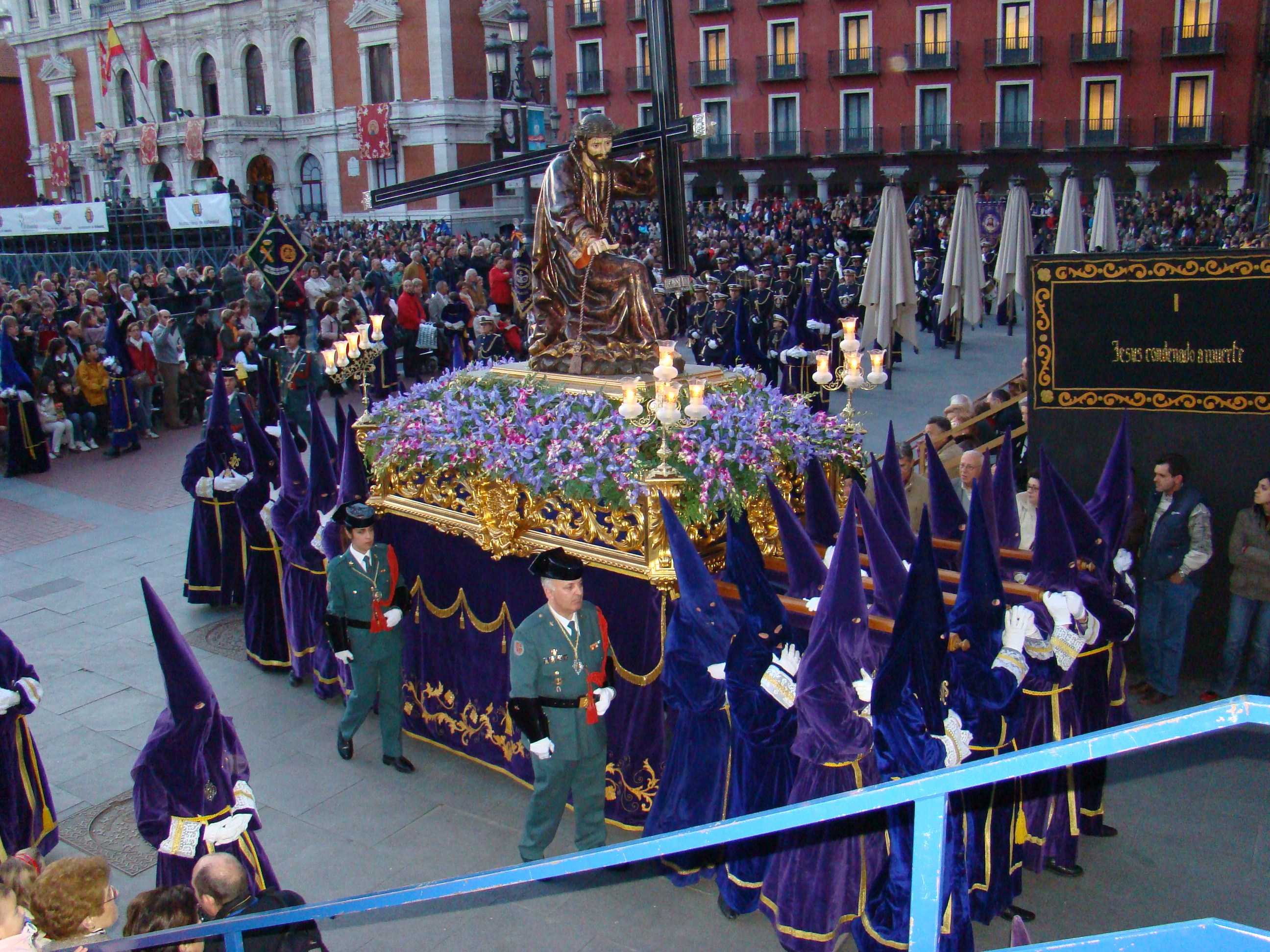
صورة لإحتفالات ذكرى هذا اليوم

أربعاء البصخة أو الأربعاء المقدس[بحاجة لمصدر] هو يوم من أسبوع الآلام في المسيحية والذي يسبق عيد الفصح، ويليه يوم خميس العهد، (أيضاً يُعرف بجاسوس الأربعاء في الكنائس الغربية، ويُعرف أحياناً في الكنائس الشرقية الأرثوذكسية بالأربعاء المقدس أو العظيم (باليونانية: Μεγάλη Τετάρτη, ميجالي تيتارتي).

## أحداث هذا اليوم

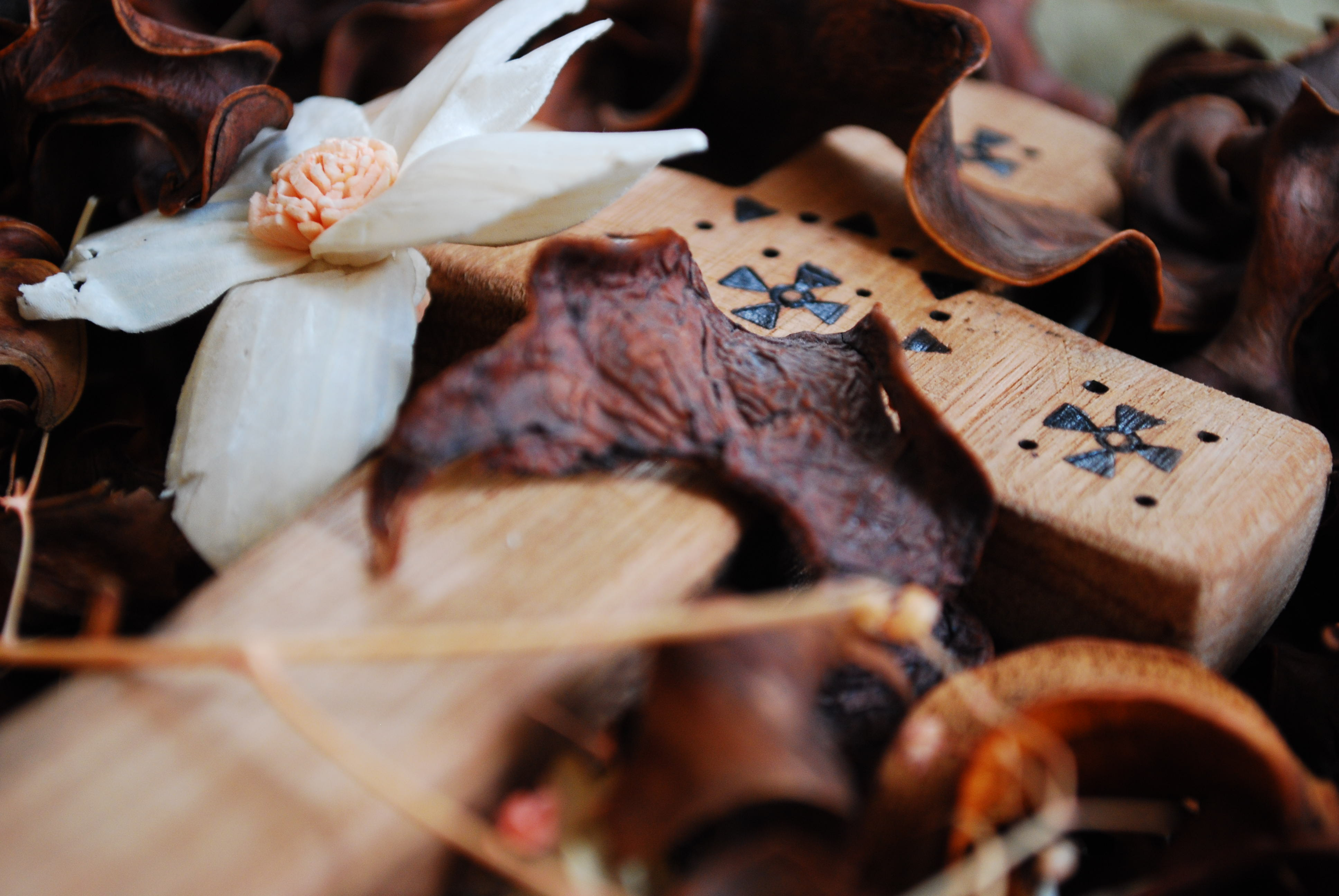

يوم أربعاء البصخة يأتي قبل عيد الفصح بأربعة أيام، ويسمى أحياناً «بجاسوس الأربعاء» إشارةً إلى خيانة يسوع من قبل يهوذا الإسخريوطي، حين تآمر في ذلك اليوم مع السنهدرين (الكهنة والسلطات الدينية اليهودية) ليسلمهم يسوع مقابل ثلاثين دينار فضة.
وصفت هذه الحادثة في الأناجيل الثلاثة: متى (26:14-16)، مرقس (14:10-12)،  لوقا (22:3-6).
اجتمع رؤساء الكهنة والكتبة وشيوخ الشعب إلى دار رئيس الكهنة (قيافا)، وتشاوروا حول كيفية القبض على يسوع لمحاكمته بتهم التجديف، وكانوا يريدون القبض عليه قبل عيد الفصح إن أمكن خشية من غضب الشعب.
بالنسبة ليسوع فقد أعتزل بنفسه طوال هذا اليوم في قرية بيت عنيا عند سمعان الأبرص، ذلك بعد أن ترك الهيكل مساء الثلاثاء، وتخلى يسوع عن الشعب اليهودي بعد أن رفضوه في الهيكل ولم يكن في نيته العودة إلى هناك نهائياً حيث قال لليهود:«هوذا بيتكم يُترك لكم خراباً لأني أقول لكم أنكم لن ترونني حتى تقولوا مبارك الآتي باسم الرب» (متي 23 :38-39).[بحاجة لمصدر]
وفي بيت عنيا حدث أن جاءت امرأة وهي تبكي ودهنت رأس يسوع بالطيب (الناردين) وعرفت عند الكثيرين بالمرأة ساكبة الطيب، وقد تم تحديد هذه المرأة في إنجيل يوحنا فهي مريم أخت لعازر ومارثا.، ومن توابع هذا الحدث أن أثار سخط التلاميذ عامةً ويهوذا خاصةً حيث رأوا أنه كان من الممكن بيع هذا الطيب الثمين ودعم الفقراء وأعتبروا ذلك تلفاً، فرد عليهم يسوع قائلاً:
الفقراء معكم في كل حين، وأما أنا فلست معكم في كل حين، فأنها إذ سكبت هذا الطيب على جسدي انما فعلت ذلك لأجل تكفيني، الحق أقول لكم حيثما يكرز بهذا الأنجيل في كل العالم يخبر أيضاً بما فعلته هذه تذكاراً لها (متى 26:11-13).
ذهب يهوذا بعد ذلك إلى السنهدرين وعرض عليهم المساعدة لتسليم يسوع في مقابل المال، ومنذ تلك اللحظة ويهوذا يبحث عن الفرصة المناسبة لتسليم يسوع.

## في المسيحية الشرقية
في الكنائس الأرثوذكسية، الموضوع الأول لأربعاء البصخة هو إحياء ذكرى المرأة الخاطئة ساكبة الطيب، والموضوع الثاني هو الاتفاق على خيانة يسوع بواسطة يهوذا. ومن الصلوات التي تُقرأ في ذلك اليوم (في الكنيسة القبطية الأرثوذكسية)، النبؤات من حزقيال النبي (22:17-22)، مزامير لداود النبي (59:17-16)، إنجيل متى (22:1-14).